# Tag: The Assassination Game
Tag: The Assassination Game es una película de suspenso estadounidense estrenada en el año 1982 protagonizada por Robert Carradine, Linda Hamilton y Kristine DeBell y dirigida por Nick Castle.

## Sinopsis
En una universidad estadounidense un grupo de estudiantes se divierte practicando un inofensivo juego de pistolas de dardos. Sin embargo, un estudiante llamado Loren Gersh empieza a tomarse demasiado en serio el juego, reemplazando la pistola de dardos por un arma real y asesinando a todo aquel que se cruce en su camino.

## Reparto
- Robert Carradine - Alex Marsh
- Linda Hamilton - Susan Swayze
- Kristine DeBell - Nancy McCauley
- Perry Lang - Frank English
- John Mengatti - Randy Simonetti
- Michael Winslow - Gowdy
- Frazer Smith - Nick Carpenter
- Bruce Abbott - Loren Gersh
- Xander Berkeley - Connally
- Forest Whitaker - Guardaespaldas